# Zwartkopwever
De zwartkopwever (Ploceus melanocephalus) is een zangvogel uit de familie Ploceidae (wevers en verwanten). De vogel komt voor in Sub-Saharisch Afrika.

## Kenmerken
De vogel is gemiddeld 14 cm lang en weegt 17 tot 25 g, de vrouwtjes zijn gemiddeld 2,5 g lichter. Het mannetje in broedkleed heeft een roetzwarte kop en daaronder een smalle, gele kraag. De mantel en rug zijn groengeel, de borst, buik, flanken en stuit zijn geel. Bij de ondersoorten P. m. dimidiatus en P. m. fischeri in Oost-Afrika is de onderkant okerkleurig tot kastanjebruin. De snavel en de iris zijn donker. Het vrouwtje en het mannetje buiten de broedtijd zijn overwegend olijfgroen tot geel, van boven donker gestreept en van onder lichtgeel. De bovensnavel is donker.

## Verspreiding en leefgebied
Deze soort telt vijf ondersoorten:
- P. m. melanocephalus: Mauritanië, Senegal, Gambia, Mali en Niger.
- P. m. capitalis: van Guinee-Bissau tot Nigeria, noordelijk Kameroen, zuidwestelijk Tsjaad en de noordelijke Centraal-Afrikaanse Republiek.
- P. m. duboisi: van oostelijk Congo-Brazzaville, de zuidelijke Centraal-Afrikaanse Republiek en zuidwestelijk Soedan tot noordelijk Zambia.
- P. m. dimidiatus: noordoostelijk Soedan en westelijk Eritrea.
- P. m. fischeri: oostelijk Congo-Kinshasa, Oeganda, westelijk Kenia, noordwestelijk Tanzania en noordelijk Zambia.

In Spanje en Portugal is de soort per ongeluk geïntroduceerd en daar vormen zich nu verwilderde populaties die zichzelf in stand kunnen houden.
Het leefgebied bestaat uit vochtig terrein met lang gras in de buurt van water. Het mannetje bouwt een kogelrond tot uivormig nest in overhangende grasstengels of twijgen, vaak ongeveer twee meter boven water.

## Status
De grootte van de wereldpopulatie is niet gekwantificeerd. De vogel is algemeen in geschikt habitat en men veronderstelt dat de soort in aantal stabiel is. Om deze redenen staat de zwartkopwever als niet bedreigd op de Rode Lijst van de IUCN.